# NGC 48
NGC 48 je galaksija u zviježđu Andromeda.

## Vanjske poveznice
- SEDS: NGC 0048